# Bobrza (Sainte-Croix)
Pour les articles homonymes, voir Bobrza.
Bobrza est une localité polonaise de la gmina de Miedziana Góra, située dans le powiat de Kielce en voïvodie de Sainte-Croix.